# Tomasz Gotard
Tomasz Gotard (ur. 8 listopada 1957) – brydżysta, World International Master (WBF), European Master oraz European Champion w kategorii juniorów (EBL), Arcymistrz Międzynarodowy (PZBS), reprezentant Polski a później Niemiec, zawodnik drużyny Andrzejki Gdańsk.

## Wyniki brydżowe

### Olimpiady
W Olimpiadach uzyskał następujące rezultaty w teamach:
| Olimpiady brydżowe | Olimpiady brydżowe | Olimpiady brydżowe     | Olimpiady brydżowe | Olimpiady brydżowe | Olimpiady brydżowe |
| Rok                | Miejsce            | Zawody                 | Kategoria          | Drużyna            | Pozycja            |
| ------------------ | ------------------ | ---------------------- | ------------------ | ------------------ | ------------------ |
| 2004               | Stambuł            | 12. Olimpiada Teamów   | Open               | Germany            | 9                  |
| 2000               | Maastricht         | 11. Olimpiada Brydżowa | Miksty             | Basia              | 23                 |

### Zawody światowe
W światowych zawodach zdobył następujące lokaty:
| Mistrzostwa Świata. Konkurencja teamów | Mistrzostwa Świata. Konkurencja teamów | Mistrzostwa Świata. Konkurencja teamów                | Mistrzostwa Świata. Konkurencja teamów | Mistrzostwa Świata. Konkurencja teamów | Mistrzostwa Świata. Konkurencja teamów |
| Rok                                    | Miejsce                                | Zawody                                                | Kategoria                              | Drużyna                                | Pozycja                                |
| -------------------------------------- | -------------------------------------- | ----------------------------------------------------- | -------------------------------------- | -------------------------------------- | -------------------------------------- |
| 2012                                   | Lille                                  | 5. Otwarte Mistrzostwa Świata Teamów Mikstowych       | Miksty                                 | Gotard                                 | 61                                     |
| 2011                                   | Veldhoven                              | 40. Mistrzostwa Świata Teamów                         | Trans                                  | Rossard                                | 89                                     |
| 2010                                   | Filadelfia                             | 13. Seria Mistrzostw Świata                           | Miksty                                 | Very Mixed                             | 18                                     |
| 2010                                   | Filadelfia                             | 13. Seria Mistrzostw Świata                           | Open                                   | Rossard                                | 33                                     |
| 2009                                   | São Paulo                              | 39. Mistrzostwa Świata Teamów                         | Trans                                  | Rossard                                | 15                                     |
| 2007                                   | Szanghaj                               | 38. Mistrzostwa Świata Teamów                         | Trans                                  | Germany                                | 3                                      |
| 2006                                   | Werona                                 | 12. Mistrzostwa Świata                                | Open                                   | Piekarek                               | 97                                     |
| 2005                                   | Estoril                                | 37. Mistrzostwa Świata Teamów                         | Trans                                  | Gotard                                 | 10                                     |
| 2004                                   | Stambuł                                | 3. Transnarodowe Mistrzostwa Świata Teamów Mikstowych | Trans                                  | Gotard                                 | 44                                     |
| 2003                                   | Monte Carlo                            | 36. Mistrzostwa Świata Teamów                         | Tran                                   | Gotard                                 | 15                                     |
| 2002                                   | Montreal                               | 11. Mistrzostwa Świata                                | Open                                   | Rohowsky                               | 33                                     |
| 2001                                   | Paryż                                  | 35. Mistrzostwa Świata Teamów                         | Trans                                  | Jagniewski                             | 10                                     |
| 1998                                   | Lille                                  | 10. Mistrzostwa Świata                                | Open                                   | Gwinner                                | 33                                     |
| 1996                                   | Rodos                                  | 1. Mistrzostwa Świata Teamów Mikstowych               | Miksty                                 | Engel                                  | 60                                     |
| 1994                                   | Albuquerque                            | 9. Mistrzostwa Świata                                 | Open                                   | Wladow                                 | 17                                     |

| Mistrzostwa Świata. Konkurencja par | Mistrzostwa Świata. Konkurencja par | Mistrzostwa Świata. Konkurencja par | Mistrzostwa Świata. Konkurencja par | Mistrzostwa Świata. Konkurencja par | Mistrzostwa Świata. Konkurencja par |
| Rok                                 | Miejsce                             | Zawody                              | Kategoria                           | Partner                             | Pozycja                             |
| ----------------------------------- | ----------------------------------- | ----------------------------------- | ----------------------------------- | ----------------------------------- | ----------------------------------- |
| 2010                                | Filadelfia                          | 13. Mistrzostwa Świata              | Miksty                              | Barbara Gotard                      | 160                                 |
| 2010                                | Filadelfia                          | 13. Mistrzostwa Świata              | Open                                | Sławek Henclik                      | 131                                 |
| 2006                                | Werona                              | 12. Mistrzostwa Świata              | Miksty                              | Barbara Gotard                      | 382                                 |
| 2006                                | Werona                              | 12. Mistrzostwa Świata              | Open                                | Josef Piekarek                      | 25                                  |
| 2002                                | Montreal                            | 11. Mistrzostwa Świata              | Miksty                              | Barbara Gotard                      | 80                                  |
| 2002                                | Montreal                            | 11. Mistrzostwa Świata              | Open                                | Josef Piekarek                      | 27                                  |
| 1998                                | Lille                               | 10. Mistrzostwa Świata              | Miksty                              | Barbara Gotard                      | 189                                 |
| 1998                                | Lille                               | 10. Mistrzostwa Świata              | Open                                | Z. Holowski                         | 57                                  |

### Zawody europejskie
W europejskich zawodach zdobył następujące lokaty:
| Zawody europejskie. Konkurencja teamów | Zawody europejskie. Konkurencja teamów | Zawody europejskie. Konkurencja teamów   | Zawody europejskie. Konkurencja teamów | Zawody europejskie. Konkurencja teamów | Zawody europejskie. Konkurencja teamów |
| Rok                                    | Miejsce                                | Zawody                                   | Kategoria                              | Drużyna                                | Pozycja                                |
| -------------------------------------- | -------------------------------------- | ---------------------------------------- | -------------------------------------- | -------------------------------------- | -------------------------------------- |
| 2013                                   | Ostenda                                | 6. Otwarte Mistrzostwa Europy            | Miksty                                 | Gotard                                 | 19                                     |
| 2013                                   | Ostenda                                | 6. Otwarte Mistrzostwa Europy            | Open                                   | Gotard                                 | 9                                      |
| 2009                                   | San Remo                               | 4. Otwarte Mistrzostwa Europy            | Miksty                                 | Gotard                                 | 65                                     |
| 2009                                   | San Remo                               | 4. Otwarte Mistrzostwa Europy            | Open                                   | Gotard                                 | 106                                    |
| 2007                                   | Wrocław                                | 6. Puchar Europy                         | Open                                   | BR-Germany                             | 3                                      |
| 2006                                   | Rzym                                   | 5. Puchar Europy                         | Open                                   | BBC Germany                            | 1                                      |
| 2006                                   | Warszawa                               | 48. Mistrzostwa Europy Teamów            | Open                                   | Germany                                | 11                                     |
| 2005                                   | Teneryfa                               | 2. Otwarte Mistrzostwa Europy            | Miksty                                 | Weber                                  | 17                                     |
| 2005                                   | Teneryfa                               | 2. Otwarte Mistrzostwa Europy            | Open                                   | Piekarek                               | 17                                     |
| 2004                                   | Barcelona                              | 3. Puchar Europy                         | Open                                   | KBSC-Germany                           | 11                                     |
| 2004                                   | Malmo                                  | 47. Mistrzostwa Europy Teamów            | Open                                   | Germany                                | 8                                      |
| 2003                                   | Mentona                                | 1. Otwarte Mistrzostwa Europy            | Miksty                                 | Gotard                                 | 40                                     |
| 2003                                   | Mentona                                | 1. Otwarte Mistrzostwa Europy            | Open                                   | Reps                                   | 5                                      |
| 2002                                   | Salsomaggiore                          | 46. Mistrzostwa Europy Teamów            | Open                                   | Germany                                | 12                                     |
| 2002                                   | Ostenda                                | 7. Mistrzostwa Europy Mikstów            | Miksty                                 | Gotard                                 | 45                                     |
| 2000                                   | Bellaria                               | 6. Mistrzostwa Europy Mikstów            | Miksty                                 | Gotard                                 | 44                                     |
| 1998                                   | Akwizgran                              | 5. Mistrzostwa Europy Mikstów            | Miksty                                 | Gotard                                 | 63                                     |
| 1997                                   | Montecatini                            | 43. Mistrzostwa Europy Teamów            | Open                                   | Germany                                | 18                                     |
| 1994                                   | Barcelona                              | 3. Mistrzostwa Europy Mikstów            | Miksty                                 | Gotard                                 | 26                                     |
| 1982                                   | Salsomaggiore                          | 8. Młodzieżowe Mistrzostwa Europy Teamów | Juniorzy                               | Poland                                 | 1                                      |

| Zawody europejskie. Konkurencja par | Zawody europejskie. Konkurencja par | Zawody europejskie. Konkurencja par | Zawody europejskie. Konkurencja par | Zawody europejskie. Konkurencja par | Zawody europejskie. Konkurencja par |
| Rok                                 | Miejsce                             | Zawody                              | Kategoria                           | Partner                             | Pozycja                             |
| ----------------------------------- | ----------------------------------- | ----------------------------------- | ----------------------------------- | ----------------------------------- | ----------------------------------- |
| 2013                                | Ostenda                             | 6. Otwarte Mistrzostwa Europy       | Miksty                              | Barbara Gotard                      | 117                                 |
| 2013                                | Ostenda                             | 6. Otwarte Mistrzostwa Europy       | Open                                | Mattihias Felmy                     | 64                                  |
| 2009                                | San Remo                            | 4 Otwarte Mistrzostwa Europy        | Miksty                              | Barbara Gotard                      | 114                                 |
| 2009                                | San Remo                            | 4 Otwarte Mistrzostwa Europy        | Open                                | Jacek Leśniczak                     | 67                                  |
| 2005                                | Teneryfa                            | 2. Otwarte Mistrzostwa Europy       | Mikst                               | Barbara Gotard                      | 133                                 |
| 2005                                | Teneryfa                            | 2. Otwarte Mistrzostwa Europy       | Open                                | Josef Piekarek                      | 147                                 |
| 2003                                | Mentona                             | 1. Otwarte Mistrzostwa Europy       | Mikst                               | Barbara Gotard                      | 64                                  |
| 2003                                | Mentona                             | 1. Otwarte Mistrzostwa Europy       | Open                                | Josef Piekarek                      | 24                                  |
| 2002                                | Ostenda                             | 7. Mistrzostwa Europy Mikstów       | Mikst                               | Barbara Gotard                      | 221                                 |
| 2001                                | Sorento                             | 11. Mistrzostwa Europy Par          | Open                                | Josef Piekarek                      | 211                                 |
| 2000                                | Bellaria                            | 6. Mistrzostwa Europy Mikstów       | Mikst                               | Barbara Gotard                      | 126                                 |
| 1998                                | Akwizgran                           | 5. Mistrzostwa Europy Mikstów       | Mikst                               | Barbara Gotard                      | 127                                 |
| 1997                                | Haga                                | 9. Mistrzostwa Europy Par           | Open                                | Andreas Holowski                    | 4                                   |
| 1996                                | Monte Carlo                         | 4. Mistrzostwa Europy Mikstów       | Mikst                               | Barbara Gotard                      | 103                                 |
| 1994                                | Barcelona                           | 3. Mistrzostwa Europy Mikstów       | Miksty                              | Barbara Gotard                      | 84                                  |
| 1993                                | Bielefeld                           | 7. Mistrzostwa Europy Par           | Open                                | Andreas Holowski                    | 260                                 |